# Waldemar Bonsels
Jakob Ernst Waldemar Bonsels (Ahrensburg, 21 de fevereiro de 1880 – Ambach, 31 de julho de 1952) foi um escritor alemão. É também o criador original da Abelha Maia.

## Biografia

### Primeiros anos de vida
Waldemar Bonsels, filho de Reinhold Bonsels (1848-1923).   nasceu na farmácia de seu pai em 21 de fevereiro de 1880, sendo o segundo de cinco filhos (um deles abatido morto a tiro por um jovem de 15 anos). Waldemar Bonsels morou em Ahrensburg por quatro anos. Enquanto criança, Waldemar era sonhador e extrovertido e durante as suas brincadeiras, costumava interpretar o lendário herói Aquiles onde decapitou flores com uma espada de madeira. O seu relacionamento com os seus pais em si era normal, mas numa ocasião, depois de Waldemar ter feito uma asneira na infância, o seu pai teria traumatizado Bonsels por este ter roubado colheres de prata valiosissimas para vendê-las em troca de dinheiro. Um adulto local fez o seu pai saber e trancou-o numa casa de banho por dois dias apenas com pão e água como refeição. Reinhold Bonsels também já chegou a planear colocar Waldemar numa instituição de ensino forçado, mas abandona o plano a pedido de sua mãe.

### Ano de nascimento do autor
O próprio Bonsels mais tarde afirma ter nascido em 1881. No entanto, outras fontes afirmam 1880 - e também atribuem ao escritor um amor especial pela narrativa em relação à sua própria biografia. “Ele sempre se encenou com extrema força e tentou corresponder à imagem do misterioso poeta e pensador”, diz o biógrafo Viel.

## A lenda da "Lagoa da Abelha Maja"
Como dito acima, Waldemar morou com os pais na farmácia do centro de Ahrensburg por quatro anos. Quando o tempo está bom, o pequeno Waldemar brinca no lago Bredenbeker, que hoje é considerado por muitos como a "casa da Abelha Maya". No entanto, o especialista em Bonsels, Much, considera esta uma "lenda bem feita". "Talvez houvesse memórias inconscientes daquela época que fluíram para o livro. Mas que Bonsels mais tarde se lembrasse ativamente deste lago desde sua infância parece improvável." Depois que a família deixou Ahrensburg em 1884, Bonsels voltou à sua terra natal apenas uma vez em uma viagem de leitura - numa época em que ele havia escrito "Maya the Bee" há muito tempo.

## Carreira
Waldemar Bonsels abandonou o secundário (que na altura não era obrigatório) na Páscoa de 1896, quando tinha 16 anos de idade e não recebeu um diploma. Ele então concluiu um estágio comercial em Bielefeld e trabalhou do final de 1900 a junho de 1902 como empresário em uma gráfica de Karlsruhe. Em Bethel, Basileia e Inglaterra, ele treinou como secretário de missão e foi para o leste da Índia em nome da Missão de Basileia em 1903, onde permaneceu apenas de outubro de 1903 a abril de 1904.

### W. Bonsels and CO. e lançamento da Abelha Maia
No início da década de 1910, Bonsels mudou-se com sua família para a casa de seu amigo e co-editor Isemann em Oberschleissheim, perto de Munique. Lá, ele escreveu o livro Maya the Bee and Her Adventures (As aventuras da Abelha Maia), que apareceu em 1912, mais tarde foi traduzido para mais de 40 idiomas e o tornou mundialmente famoso. Também em 1912, Bonsels retirou-se da editora E. W. Bonsels and Co..

### Outros trabalhos
Em 1925, Bonsels acompanhou o documentarista Adolph von Dungern (Pori, Urwelt im Urwald, Am Große Strom) e o cinegrafista August Brückner (que morreu de uma doença tropical em uma expedição semelhante em 1931) em uma "expedição de filme biológico" ao Brasil. De acordo com von Dungern, no entanto, "a febre da camaradagem bem-vinda na caça e pesca, nas pesquisas e nas imagens teve um fim precoce, e Waldemar Bonsels sentiu-se compelido a voltar ao clima temperado da Europa depois de alguns meses".

## Controvérsias

### Opinião antissemita
Waldemar Bonsels era bastante odiado pela comunidade judaíca (e por outras pessoas de outras religiões) por ser um antisemita franco e realmente expressou sua aprovação da política nazista contra os judeus em 1933, chamando o judeu "um inimigo mortal" que estava "envenenando a cultura" em um artigo amplamente divulgado. Durante a Primeira Guerra Mundial, o correspondente de guerra de Bonsels foi o primeiro na Galiza e depois nos Estados Bálticos. Bonsels continuaria a quebrar o silêncio no reinado de Hitler. Ele tinha uma proximidade com o nacional-socialismo. Diferente da "vanguarda da República de Weimar" (lista de autores proibidos durante a era nazista), ele não foi proibido de escrever, mas foi aceito no Reichsschrifttumskammer. Após a queima do livro do aluno em 10 de maio de 1933, os jornais publicaram um artigo Bonsels , NSDAP e judaísmo enviado a eles pelo Ministério da Propaganda. 

### Entrada de processo disciplinar
Com o fim do nacional-socialismo e após o falecimento de Hitler, Waldemar Bonsels não foi suspenso da sua atividade como escritor, mas foi proibido de publicar obras nas zonas de ocupação americana e britânica. Em 1947, ele apareceu no processo de desnazificação por Henriette von Schirach como testemunha de alívio. Ele revisou Dositos e publicou o trabalho em 1948 na Corona Verlag em Neustadt (Haardt) na zona de ocupação francesa. Em 1952, pouco antes de falecer, ele deu ao livro o novo título The Forgotten Light.

## Vida pessoal

### Reconhecimento
Waldemar Bonsels se tornou um dos autores mais lidos da década de 1920 na Alemanha. Até a década de 1940, ele publicou novos livros em intervalos de um a dois anos. Ele deu palestras e leu seus livros na Alemanha, Áustria, Suíça e EUA.

### Últimos anos e morte
Waldemar Bonsels fumava cigarro e cachimbo com frequência. Em 1949, Bonsels foi diagonosticado pelos médicos com um cancro ligado à linfogranulomatose (doença de Hodgkin), cujo problema de saúde nunca foi resolvido. Depois do casamento com Rose-Marie Bachofen em 1950, a saúde de Bonsels foi ficando cada vez pior e no primeiro semestre de 1952, começaram logo a surgir os sinais de que a sua vida estava com os dias contados. No dia 31 de julho de 1952, Waldemar Bonsels morreu na sua casa em Ambach. O seu corpo foi cremado e a urna foi enterrada no jardim da sua casa.

## Família
Em 1906, casou-se com Klara Brandenburg, irmã de uma de suas co-editoras, mas se separou dela quando o segundo filho nasceu. Em 1918, ele comprou e se mudou para uma casa em Ambach, na margem leste do lago Starnberg, onde viveu até sua morte. No entanto, sua esposa Elise e seus filhos não foram a Ambach porque Bonsels preferia uma vida sem família; o casamento foi divorciado. Bonsels teve outro filho com a dançarina Edith von Schrenck, mas não se casou com ela.Alguns anos depois, ele se casou com Elise Ostermeyer, através de cujo pai Johannes Ostermeyer ele havia participado da Missão da Basiléia. Dois filhos também vieram deste casamento. Dois anos antes da sua morte, em 1950, ele se casou com sua parceira de longa data, Rose-Marie Bachofen. 

## Obras
Waldemar Bonsels escreveu somente um livro infantil, Die Biene Maja (A Abelha Maia). A literatura "Himmelsvolk" não é um livro infantil apropriado ao título, mas tem muita profundidade mística em relação à toda criação de Deus. Há uma série de romances e histórias curtas que falam do amor de Eros, em um nível máximo do amor divino no espírito do romantismo (Eros und die Evangelien, Menschenwege, Narren und Helden, etc.), com a relação entre o homem e a natureza em uma vida simples inalterada pela civilização moderna (Anjekind, etc.) onde também inclui um romance histórico do tempo de Jesus (Der Grieche Dositos). Ele viajou para a Europa e Ásia. Viajou para a Índia, onde ele se baseou para escrever sua obra (Indienfahrt).

## A Abelha Maia

### Origem e série de televisão
Sua famosa obra Die Biene Maja (A Abelha Maia), para além de ter servido para fazer uma série de televisão infantil na década de 70, também serviu de base para uma ópera croata infantil escrita por Bruno Bjelinski. Esses dois trabalhos (após a sua morte) tornaram a obra de Waldemar Bonsels conhecida. A ópera foi encenada em 2008, em Villach, na Áustria no Carinthian Summer Music Festival  e o primeiro anime foi produzido entre 1975 e 1980. No entanto, Bonsels, já era falecido quando foi produzido o programa de TV. 

## Obras
- Die Biene Maja (1912)
- Himmelsvolk (1915)
- Indienfahrt. (1916)
- Der Reiter in der Wüste: eine Amerikafahrt (1935)
- Mario Ein Leben im Walde (1939)

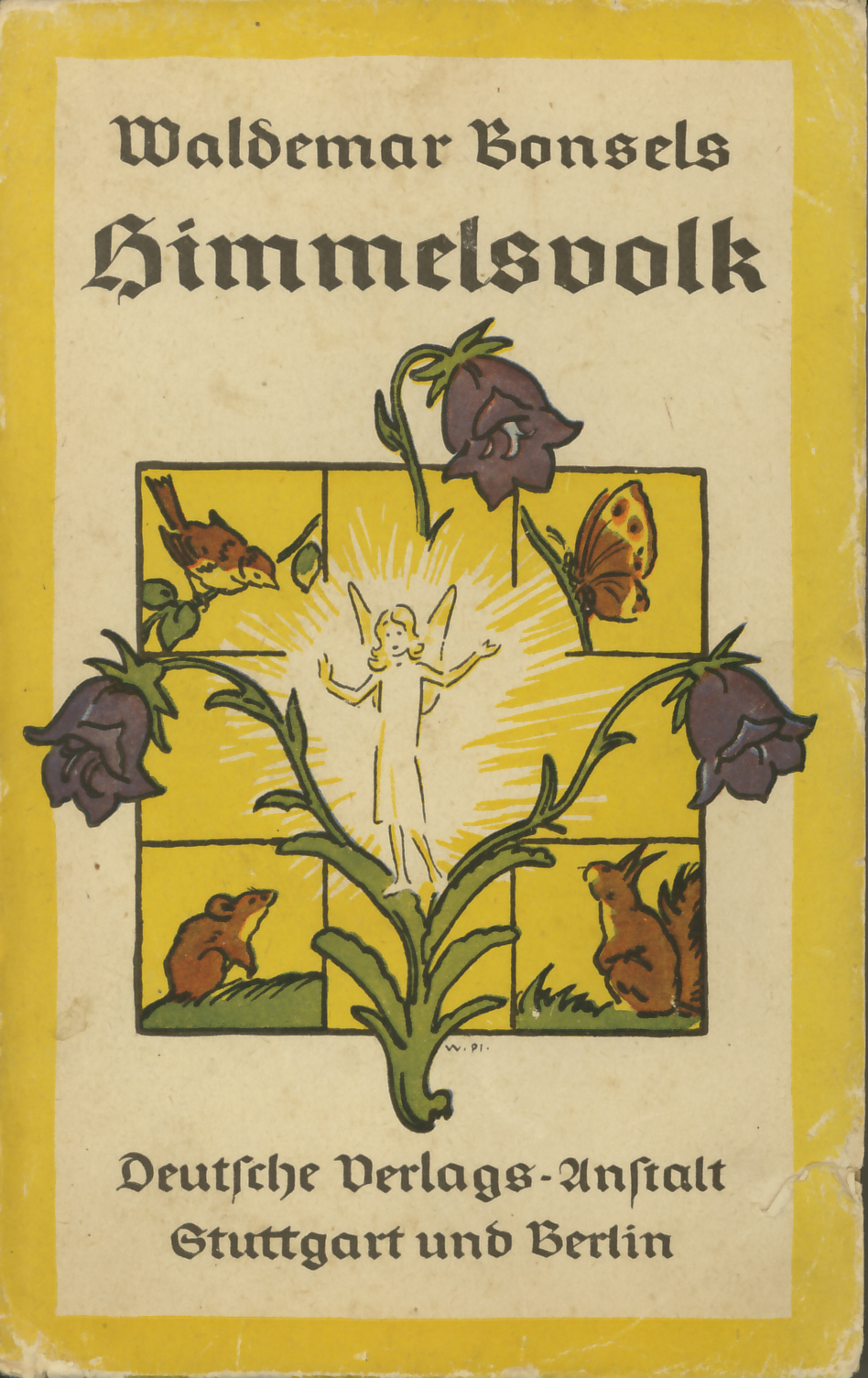
Himmelsvolk